# جشنواره فیلم یوکوهاما
جشنوارهٔ فیلم یوکوهاما (به ژاپنی: ヨコハマ映画祭) یک جشنواره فیلم است که هر ساله در شهر یوکوهامای کشور ژاپن برگزار می‌شود.

## مراسم‌ها
- یکمین: ۱۹۸۰
- دومین: ۱۹۸۱
- سومین: ۱۹۸۲
- چهارمین: ۱۹۸۳
- پنجمین: ۱۹۸۴
- ششمین: ۱۹۸۵
- هفتمین: ۱۹۸۶
- هشتمین: ۱۹۸۷
- نهمین: ۱۹۸۸
- دهمین: ۱۹۸۹
- یازدهمین: ۱۹۹۰
- دوازدهمین: ۱۹۹۱
- سیزدهمین: ۱۹۹۲
- چهاردهمین: ۱۹۹۳
- پانزدهمین: ۱۹۹۴
- شانزدهمین: ۱۹۹۵
- هفدهمین: ۱۹۹۶
- هجدهمین: ۱۹۹۷
- نوزدهمین: ۱۹۹۸
- بیستمین: ۱۹۹۹
- بیست و یکمین: ۲۰۰۰
- بیست و دومین: ۲۰۰۱
- بیست و سومین: ۲۰۰۲
- بیست و چهارمین: ۲۰۰۳
- بیست و پنجمین: ۲۰۰۴
- بیست و ششمین: ۲۰۰۵
- بیست و هفتمین: ۲۰۰۶
- بیست و هشتمین: ۲۰۰۷
- بیست و نهمین: ۲۰۰۸
- سی‌امین دوره جشنواره: ۲۰۰۹
- سی و یکمین: ۲۰۱۰
- سی و دومین: ۲۰۱۱
- سی و سومین: ۲۰۱۲
- سی و چهارمین: ۲۰۱۳
- سی و پنجمین: ۲۰۱۴

## بخش‌های مسابقه
- بهترین فیلم
- بهترین بازیگر مرد
- بهترین بازیگر زن
- بهترین بهترین نقش مکمل مرد
- بهترین نقش مکمل زن
- بهترین کارگردان
- بهترین کارگردان جدید
- بهترین فیلم‌برداری
- بهترین فیلم‌نامه
- بهترین فیلم اول
- جایزه ویژه هیئت داوران
- بهترین بازی اول مرد
- بهترین بازی اول زن